# 17 (TOKIOのアルバム)
『17』（じゅうなな）は、TOKIOの12作目のオリジナルアルバム。2012年8月22日にJ Stormより発売された。

## 概要
前作『sugar』から4年半ぶり（フルアルバムとしては『Harvest』から6年ぶり）であり、J Storm移籍後初のアルバムである。アルバムの内容は、シングル曲とインスト曲を除いた新曲がメンバーによって作詞作曲された曲で構成されている。
タイトルの『17』は、TOKIOがデビュー17周年ということ、ベストアルバムなどを含めると通算17枚目のアルバムであること、収録曲が17曲であることからメンバーの松岡昌宏によって発案、採用される。
今作は初回限定盤、通常盤/初回プレス仕様、通常盤の3形態で発売された。初回限定盤と通常盤では曲順や一部収録曲が異なり、初回限定盤はシングル11曲とメンバー作詞作曲の6曲。通常盤はシングル8曲とメンバー作詞作曲の8曲にインスト曲で、それぞれ合計17曲と言う構成になっている。また、初回限定盤と通常盤/初回プレス仕様には、それぞれ内容の異なるDVDが付属する。初回限定盤には、新曲「archive」のPVが収録されたDVD。通常盤/初回プレス仕様には、レコーディングとジャケット撮影時のドキュメント映像が収録されたDVDがそれぞれ付属している。なお、アルバムにPVが収録されたDVDが付属されるのは今作が初である。
2025年6月にグループが解散したため、事実上最後のオリジナルアルバムとなった。

## 収録曲

### CD
※シングル曲の解説はそのページを参照。

#### 通常盤/初回プレス仕様・通常盤
1. archive
作詞・作曲・編曲：長瀬智也
  - 本作のリードトラック
2. advance
  - 41stシングルの1曲目
3. ...as one
作詞：山口達也、作曲：国分太一、編曲：KAM
本来は国分が作詞も担当する予定であったが締切に間に合わず、急遽山口に頼むことになった。
4. 雨傘
  - 39thシングルの1曲目
5. -遥か-
  - 42ndシングル
6. Autumn
作詞・作曲：松岡昌宏、編曲：KAM
本来は松岡が長瀬に提供するつもりで制作したが、長瀬にはキーが低すぎるという理由から、松岡本人がボーカルをとった。
7. More
作詞・作曲：城島茂、編曲：山原一浩
初の全英詞曲。
8. ロースピード
作詞：松岡昌宏、作曲：松島茂宏、編曲：長瀬智也・山原一浩
作曲の松島茂宏とは、松岡昌宏と城島茂のことである。
3rdベストアルバム「HEART」にも収録された。
9. 羽田空港の奇跡
  - 45thシングルの1曲目
10. HOPE（inst.）
作曲：沢田完・森元康介、編曲：沢田完
ストリングスによる「KIBOU」のインストゥルメンタル。
11. KIBOU
  - 45thシングルの2曲目
12. 見上げた流星
  - 44thシングル
13. 太陽と砂漠のバラ
  - 40thシングルの1曲目
14. Sometimes
作詞・作曲・編曲：長瀬智也
3rdベストアルバムにも収録された。
15. The Course of Life
作詞・作曲：国分太一、編曲：HIKARI
  - フジテレビ系「TOKIOカケル」エンディングテーマ

3rdベストアルバムにも収録された。
16. NaNaNa (太陽なんていらねぇ)
  - 43rdシングル
17. 自由な名の下に
作詞：城島茂、作曲：国分太一、編曲：山原一浩
城島がアルバムタイトル｢17｣から連想して作詞した。

#### 初回限定盤
1. KIBOU
2. 雨傘
3. More
4. -遥か-
5. 太陽と砂漠のバラ
6. スベキコト
  - 40thシングルの2曲目
7. あきれるくらい 僕らは願おう
  - 39thシングルの2曲目

表記はないがアルバムバージョンである。
8. また朝が来る
  - 41stシングルの2曲目
9. ...as one
10. archive
11. The Course of Life
12. advance
13. 見上げた流星
14. ロースピード
15. NaNaNa（太陽なんていらねぇ）
16. 羽田空港の奇跡
17. 自由な名の下に

### DVD

#### 初回限定盤
1. 「archive」Video Clip

#### 通常盤/初回プレス仕様
1. Recording & Jacket Shooting

## スタッフ
- プロデューサー　JULIE K
- レコーディング・ミキシングエンジニア青柳延幸、井上うに、山内 克利
- マスタリングエンジニア　山崎和重